# Conducător
Conducător (en romanès: [kondukəˈtor], 'líder') era el títol utilitzat oficialment pel dictador romanès Ion Antonescu durant la Segona Guerra Mundial, també utilitzat ocasionalment en el discurs oficial per referir-se a Carol II i Nicolae Ceaușescu.

## Història
La paraula deriva del verb romanès a conduce, del llatí ducere ("conduir"), afí amb títols com dux, duque, duce i doge. El seu significat també és paral·lel a altres títols, com Führer a l'Alemanya nazi, Duce a la Itàlia feixista i caudillo a l'Espanya franquista.
Va ser emprat per primera vegada com a títol addicional pel rei Carol II durant els darrers anys del règim del Front Nacional del Renaixement i poc després va ser emprat pel mariscal Ion Antonescu quan va assumir poders dictatorials després del 14 de setembre de 1940. Nominalment, Antonescu era primer ministre i el paper de cap d'estat el va ocupar el rei Miquel, però tot el poder real corresponia a Antonescu. Segons l'historiador Adrian Cioroianu, mitjançant l'ús del terme, Antonescu va voler destacar les connexions amb Alemanya i, després de la caiguda de la Guàrdia de Ferro del govern compartit (l'Estat legionari nacional), el seu propi règim personal.
El terme s'utilitzava ocasionalment en el discurs oficial com a referència a Nicolae Ceaușescu, líder de la República Socialista de Romania, a partir del període posterior al 1971, en un moment en què el Partit Comunista Romanès va créixer com a membre, però va disminuir en importància a causa del creixent culte a personalitat de Ceaușescu. Es va utilitzar en paral·lel amb el raríssim cârmaci ("timoner"), al seu torn manllevat de retòriques similars en estats totalitaris com Corea del Nord i la Xina sota Mao Zedong. Mentre les referències al partit com a "avantguarda de la classe obrera" van caure d'ús, poder es va centrar en la prerrogativa de Ceauşescu de dictar ordres a l'aparell polític.
L'elecció del terme també es volia posar en relleu una connexió simbòlica amb els prínceps de Valàquia i els prínceps de Moldàvia (una altra comparació en ús era la entre Ceaușescu i els líders dacis de l'Antiguitat). A més, durant el mateix període, fonts comunistes van començar a representar Antonescu amb una llum favorable. Partint d'un model aplicat a tot el bloc oriental pel politòleg polonès Andrzej Korboński, diferenciant els lideratges comunistes en tipus de primus inter pares (lideratge col·lectiu) i primus (govern personal), Cioroianu va concloure que l'elecció de Romania per aquesta última alternativa es basava molt probablement en sobre la tradició política local. Segons l'opinió de Cioroianu, el sistema de Ceaușescu va treure la seva altra font principal de legitimitat del clientelisme polític (resultant en el que va anomenar "un sistema polític orbital").
Les noves relacions polítiques, basades en gran part en el carisma del Conducător, van ser comparades amb diversos altres règims dictatorials del segle xx, i van ser incloses per Houchang Esfandiar Chehabi i Juan José Linz entre els diversos "règims sultanistes"; el títol mateix ha fet comparacions amb altres creades per ells mateixos per líders dictatorials: Aryamehr (utilitzat per l'iranià Mohammad Reza Pahlavi), Mobutu Sese Seko Kuku Ngbendu Wa Za Banga (al Zaire de Joseph-Désiré Mobutu), la designació imperial d'Àfrica Central (sota Jean-Bédel) Bokassa), Benefactor de la Patria (imposat per Rafael Leónidas Trujillo a la República Dominicana) i Conqueridor de l'Imperi Britànic, etc. (a Uganda, d'Idi Amin).

## Influència
Diverses fonts sèrbies han al·legat reiteradament que el polític croat Ivan Krajačić, membre de la Lliga de Comunistes de Croàcia dins de la Iugoslàvia comunista i confident del president Josip Broz Tito, era un activista defensor de la independència croata. Entre altres acusacions, Krajačić va ser acusat d'haver adoptat el sobrenom de "Conducător del separatisme", com a compliment de la postura dictatorial de Ceaușescu.